# Elevamini - Symfonie nr. 1
Malcolm Williamson voltooide zijn Elevamini - Symfonie nr. 1 in 1957.

## Geschiedenis
Williamson had ontegenzeggelijk talent, omdat hij al in zijn 25-ste levensjaar aan een compositie begon, die qua structuur en techniek tot de zwaarste genres behoort. Het talent werd onderstreept door de maestro Sir Adrian Boult, die de partituur zag en zich genoopt voelde om het werk met het London Philharmonic Orchestra uit te voeren op een privéconcert in juni 1957 in de Saint Pancras Town Hall in Londen. Het werk werd toen voorafgegaan door de Ouverture Santiago de Espada. Hierbij moet aangetekend worden dat Boult meer onder de indruk was van Williamson dan menig ander dirigent. Dat mag onder meer blijken uit het feit dat de eerste uitvoering voor publiek pas in november 1963 plaatsvond in Melbourne, door het Victorian Symphony Orchestra, de voorloper van het Melbourne Symphony Orchestra onder leiding van Bernard Heinze. Daarna verdween het van de lessenaar totdat Sir Charles Groves het in 1977 weer op de lessenaar zette van het Royal Liverpool Philharmonic Orchestra; het leverde ook de enige opname voor lange tijd van dit werk op. Het werk is opgedragen aan de oma van Williamson, die toen net overleden was.

## Muziek
Williamson was in die tijd net verhuisd uit Sydney naar Londen en leerde daar de muziek kennen, die kennelijk in Australië ontbrak. Hij kwam onder invloed te staan van muziek van Arnold Schönberg, Igor Stravinski en Béla Bartók. Ook de muziek van Olivier Messiaen beïnvloedde hem.

### Delen
1. Lento - Poco più mosso - Lo stesso tempo ma liberamente - Largo marziale - Tempo 1 - Andante lento - Tempo 1 (13 minuten)
2. Allegretto - Poco più mosso - Tempo 1 (6)
3. Lento assai - Allegro - Andante lento - Allegro come prima - Lento assai - Allegro (11)

De structuur van deze eerste symfonie is terug te brengen naar een gedeeltelijke twaalftonenreeks bestaande uit As, G, Bes, Es, F, Fis, C en D, verwijzend naar Schönberg. Soms ademt het werk de sfeer in van een requiem, maar over het algemeen is het daar toch te vrolijk voor (met name deel 2). Een tweede item van het werk is de wisseling tussen het legato spelen van langere tonen, tegenover het staccato van de andere muziekinstrumenten. Een derde wordt gevonden in de tempoverschuivingen. In deel 1 zitten wel vier secties verschoven met eigen tempi. Deel 2 is een ander verhaal; het is zonder meer het vrolijkste deel met een nadruk op ritmische verscheidenheid. Door het toepassen van syncope drijft direct muziek van Stravinski, zijn Le Sacre du printemps en Aaron Copland naar boven; de muziek is haast dansbaar. In deel drie komt het derde opvallende aan dit werk direct weer boven met lang aangehouden tonen in de strijkinstrumenten met felle dissonante reeksen in de blaasinstrumenten. Vervolgens komt de dansbare muziek uit deel 2 terug om het werk te eindigen met de lange tonen die nog een keer onderbroken worden, maar daarna in een lang decrescendo wegsterven.

## Orkestratie
- 2 dwarsfluiten waarvan 1 ook piccolo, 2 hobo's waarvan ook 1 ook althobo, 2 klarinetten waarvan 1 ook basklarinet; 2 fagotten, waarvan 1 ook contrafagot
- 4 hoorns, 3 trompetten, 3 trombones, 1 tuba,
- 1 stel pauken, percussie bestaande uit gong, bekkens, vergrote bekkens, triangel, 3 woodblocks, grote trom, kleine trom en tenor trom,
- violen, altviolen, celli en contrabassen

## Discografie
- Uitgave Lyrita: Royal Liverpool Philharmonic Orchestra onder leiding van Charles Groves
- Uitgave Chandos: Symfonieorkest van IJsland onder leiding van Rumon Gamba